# Kira Ivanova
Kira Ivanova, född 10 januari 1963 i Moskva, död 18 december 2001 i Moskva, var en sovjetisk konståkare.
Hon blev olympisk bronsmedaljör i konståkning vid vinterspelen 1984 i Sarajevo.